# Purine

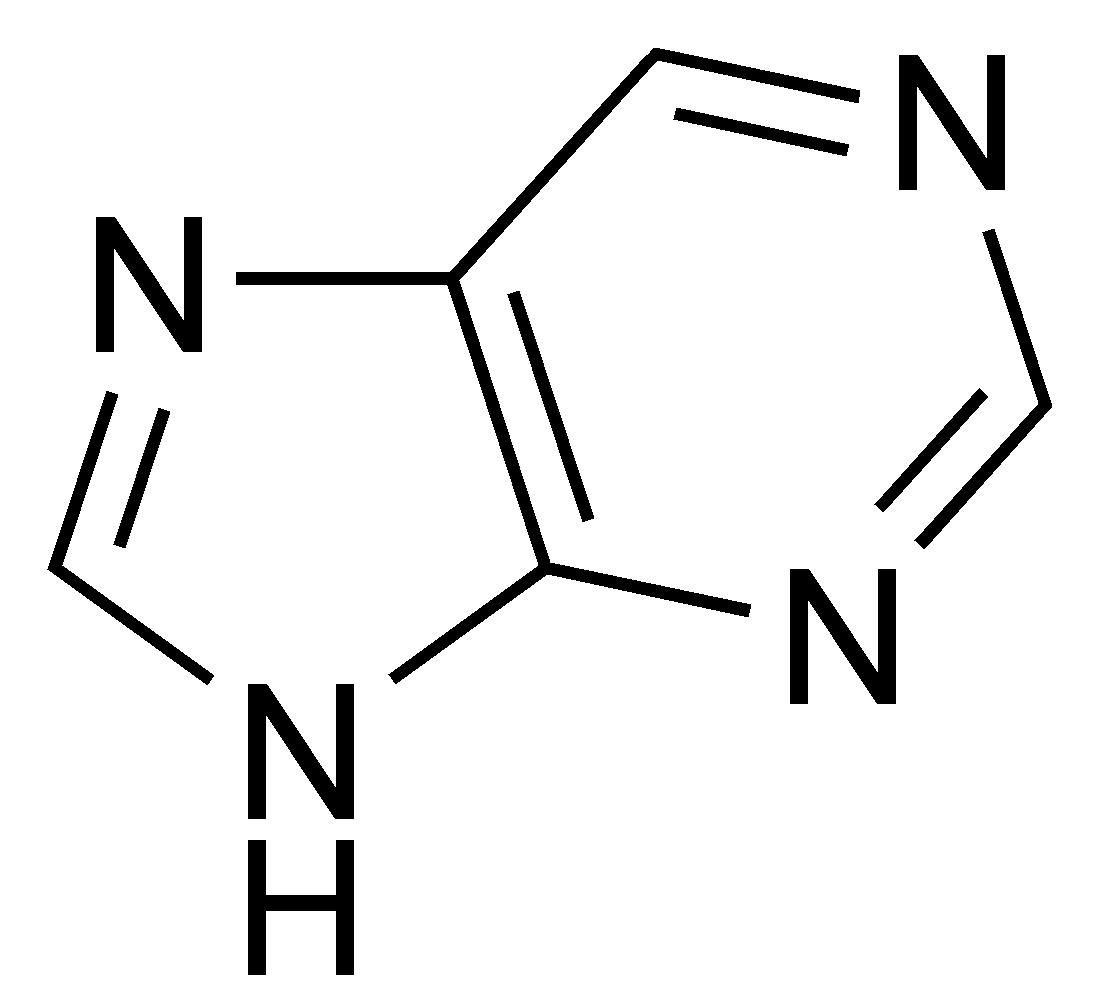
Un generico anello purinico

Le purine sono basi azotate presenti negli acidi nucleici. Le loro molecole sono formate da due anelli eterociclici azotati derivati dalla purina, al contrario delle pirimidine che ne hanno solo uno, come la pirimidina da cui derivano. Le purine più note per essere basi azotate di DNA e RNA sono l'adenina e la guanina, ma purine sono anche la xantina, l'ipoxantina, la teobromina, la teofillina, la paraxantina, l'acido urico e l'isoguanina. Le pirimidine sono la citosina, la timina e l'uracile. L'adenina e la guanina sono molto diffuse in natura. La guanina come tale si trova nelle scaglie dei pesci, come pigmento nel piumaggio di certi uccelli e nel guano. L'adenina non si trova generalmente come tale, ma come derivati del suo prodotto 3,5-diossigenato, conosciuto come xantina. Derivati metilati di questa, infatti, costituiscono i famosi alcaloidi teofillina, teobromina e caffeina. Nel complesso, però, è estremamente più facile ritrovare queste due basi in natura sia come derivati nucleosidici (adenosina e guanosina), che nucleotidici, cioè fosforilati (AMP, ADP, ATP; GMP, GDP, GTP). Questi infatti costituiscono i mediatori del trasferimento dell'energia chimica cellulare e la trasmissione di segnali cellulari o biologici.

## Biosintesi ex novo di nucleotidi purinici
La biosintesi ex novo dei principali nucleotidi purinici utilizzati nel metabolismo dei mammiferi e dell'uomo dipende essenzialmente dalla produzione di ribosio-5-fosfato da parte della via dei pentosi e porta, dopo 10 tappe, alla formazione di inosina-5-monofosfato (IMP), da cui poi derivano i due principali mononucleotidi purinici, ovvero adenosina-5-monofosfato (AMP) e guanosina-5-monofosfato (GMP). Questo tipo di sintesi non è svolta da tutte le cellule, per esempio gli eritrociti ne sono incapaci, non possedendo l'enzima glutammina 5-fosforibosil-1-pirifosfato amidotransferasi (glutammina PRPP amidotransferasi), per cui dipendono esclusivamente da altre possibili vie per produrre mononucleotidi purinici, chiamate nel complesso vie di salvataggio dei nucleosidi purinici. Per ciascuna mole di IMP sintetizzato occorrono 6 moli di ATP, il che rende il processo energeticamente dispendioso. Nelle reazioni CO2 funge da donatore di ossigeno e carbonio, il tetraidrofolato di unità monocarboniose, alcuni amminoacidi (glutammina, glicina e aspartato) come donatori di unità carboniose ed azotate ed infine ATP come donatore energetico. Solo la prima reazione del PRPP è regolata, tutte le altre sino alla IMP non lo sembrano essere, se non per la disponibilità dei coenzimi, degli amminoacidi e del tetraidrofolato.
- Tappa 0: Il ribosio-5-fosfato ottenuto tramite la via dei pentosi è fosforilato da ATP per mezzo di una chinasi, si ottiene così 5-fosforibosil-1-pirofosfato (PRPP) e adenosina-5-monofosfato (AMP). Il PRPP è essenzialmente il ribosio-5-fosfato con attaccato un pirofosfato al carbonio in posizione 1.
- Tappa 1: Il PRPP reagisce con glutammina per mezzo della glutammina 5-fosforibosil-1-pirofosfato amidotransferasi (glutammina PRPP amidotransferasi), si ottiene così la 5-fosforibosilammina (PRA), glutammato e pirofosfato. Il pirofosfato è stato perso da PRPP e al suo posto è sostituito dal gruppo amminico donato dalla glutammina. L'enzima glutammina PRPP amidotransferasi è l'unico regolato allostericamente nella sintesi di IMP, in particolare la sintesi è aumentata in forte presenza di PRPP (e quindi con bassa presenza di IMP, AMP e GMP) e diminuita in forte presenza dei prodotti IMP, GMP o AMP. La proteina è un monomero di 135 kDa con un sito che lega nucleotidi ossipurinici (IMP, XMP e GMP) e l'altro aminopurinici (AMP). Quando AMP e un nucleotide ossipurinico si legano contemporaneamente l'inibizione è maggiore e l'enzima tende ad associarsi in un dimero poco funzionante. La glutammina benché regoli l'enzima non influenza più di tanto la sua funzione dato che si trova in quantità relativamente stabili nella cellula. L'enzima varierebbe la sua funzione secondo una curva iperbolica in base alla variazione della concentrazione di glutammina, mentre varia secondo una curva sigmoidale in base alla presenza di PRPP, le cui variazioni possono essere anche nell'ordine di 10 volte cioè un logaritmo.
- Tappa 2: La PRA reagisce con glicina ed ATP per mezzo della 5-fosforibosilglicinammide sintetasi (GAR sintetasi) per dare 5-fosforibosilglicinammide e ADP+P. Al gruppo amminico della PRA è attaccato lo scheletro carbonioso della glicina.
- Tappa 3: La GAR reagisce con formiltetraidrofolato per mezzo della 5-fosforibosilglicinammide transformilasi (GAR transformilasi) per dare 5-fosforibosilformilglicinammide (FGAR) e tetraidrofolato. Il tetraidrofolato aggiunge un gruppo formilico -CHO allo scheletro della glicina.
- Tappa 4: La FGAR reagisce con glutammina e ATP per mezzo della 5-fosforibosilformilglicinamidina sintetasi (FGAM sintetasi) per dare 5-fosforibosilformilglicinamidina (FGAM), glutammato e ADP+P. La glutammina fornisce un gruppo amminico allo scheletro di glicina.
- Tappa 5: La FGAM reagisce con ATP per mezzo della 5-fosforibosil-5-amminoimidazolo sintetasi (AIR sintetasi) per dare 5-fosforibosil-5-amminoimidazolo (AIR) e ADP+P. Il primo anello eterociclico si chiude grazie all'energia di legame fornita da ATP, viene espulsa una molecola d'acqua.
- Tappa 6: AIR reagisce con CO2 per mezzo della 5-fosforibosil-5-amminoimidazolo carbossilasi (AIR carbossilasi) per dare 5-fosforibosil-5-amminoimidazolo-4-carbossilato (CAIR). Un gruppo carbossilico viene aggiunto al primo anello eterociclico al carbonio in posizione 4.
- Tappa 7: CAIR reagisce con aspartato e ATP per mezzo della 5-fosforibosil-5-amminoimidazolo-4N-succinocarbossiammide sintetasi (SAICAR sintetasi) per dare 5-fosforibosil-5-amminoimidazolo-4N-succinocarbossiammide (SAICAR) e ADP+P. Lo scheletro dell'aspartato viene attaccato al gruppo amminico del CAIR.
- Tappa 8: SAICAR perde fumarato per mezzo dell'adenilosuccinato liasi e diventa 5-fosforibosil-5-amminoimidazolo-4-carbossiammide (AICAR).
- Tappa 9: AICAR reagisce con formil-tetraidrofolato per mezzo della 5-fosforibosil-5-amminoimidazolo-4-carbossiamide transformilasi (AICAR transformilasi) ottenendo 5-fosforibosil-5-formammidoimidazolo-4-carbossiammide (FAICAR) e tetraidrofolato. Viene attaccato un gruppo formilico al gruppo amminico del secondo anello eterociclico in fase di sintesi.
- Tappa 10: FAICAR subisce disidratazione da parte dell'inosina-5-monofosfato cicloidrolasi (IMP cicloidrolasi) per dare inosina-5-monofosfato (IMP) e una molecola d'acqua.

L'inosina-5-monofosfato (IMP) è il precursore dei due mononucleotidi adenilici AMP e GMP.
La formazione di GMP parte dall'IMP, che con il concorso di NAD+ e per mezzo dell'inosina-5-monofosfato deidrogenasi (IMP deidrogenasi o IMPDH) si trasforma in xantosina-5-monofosfato (XMP) e NADH+H+. La XMP reagisce con la glutammina e con ATP per mezzo della guanosina-5-monofosfato sintetasi (GMP sintetasi) a dare guanosina-5-monofosfato (GMP), glutammato e AMP+PP. Il GMP è un inibitore allosterico dell'IMPDH per cui regola la produzione di se stesso.
Per formare l'AMP, invece, l'IMP reagisce con aspartato e GTP per mezzo dell'adenilsuccinato sintetasi per dare adenilsuccinato e GDP+P. L'adenilsuccinato per mezzo dell'adenilsuccinasi perde fumarato diventa adenosina-5-monofosfato (AMP). L'AMP è un inibitore allosterico di adenilsuccinato sintetasi e regola la produzione di se stesso come il GMP.
Quando IMPDH e adenilsuccinato sintetasi non sono regolati vi è una sovrapproduzione di nucleotidi purinici e del loro prodotto di degradazione, l'acido urico, che si accumula nel sangue e nelle articolazioni dando origine ad una condizione patologica detta gotta.

## Salvataggio delle basi e dei nucleotidi purinici
Esistono delle vie che permettono di ottenere nucleotidi purinici a partire o dalle loro basi azotate (ipoxantina, guanina e adenina) oppure da nucleosidi preesistenti (IMP, AMP, GMP), ciò permette di migliorare l'efficienza della loro produzione, infatti limitano la sintesi di nucleotidi purinici secondo la via standard, cioè partendo da ribosio-5-fosfato per ottenere IMP, una via che permette di risparmiare 4 ATP, amminoacidi e tetraidrofolato. Vi sono due fosforibosil-trasferasi che utilizzano PRPP come donatore di gruppi ribosio fosfato per la produzione di nucleotidi purinici, l'una è la ipoxantina-guanina fosforibosil transferasi (HGPRT transferasi) che trasforma le basi ipoxantina e guanina in IMP e GMP con liberazione di pirofosfato, l'altra è l'adenina fosforibosil transferasi (APRTasi) che utilizzando sempre PRPP come donatore di gruppi ribosio fosfato trasforma l'adenina in AMP con liberazione di pirofosfato. I due enzimi sono regolati dai loro prodotti, in particolare IMP e GMP inibiscono HGPRT transferasi e AMP inibisce APRTasi. Un deficit cellulare nel contenuto di HGPRT transferasi dà origine alla sindrome di Lesch-Nyhan caratterizzata da iperuricemia, ritardo mentale e comportamento autolesivo, mentre un deficit di APRTasi porta alla formazione di 8-idrossiadenina e 2-8-diidrossiadenina; la seconda è nefrotossica e porta alla formazione di calcoli ai reni. I nucleosidi vengono recuperati nella cellula e reagiscono con ATP per mezzo di una 5-fosfochinasi (per esempio 5-adenosina chinasi) formando il corrispondente nucleotide, in questo caso AMP.

## Interconversione di nucleotidi purinici
Per mantenere l'equilibrio dei nucleotidi purinici, le cellule hanno sviluppato sistemi di interconversione tra questi, che portano sempre alla produzione di IMP, essendo indiretti. Non esiste infatti modo di convertire con un'unica reazione AMP a GMP o viceversa. Il GMP è deaminato in IMP dalla GMP reduttasi con il concorso di NADPH+H+ che si trasforma in NADP+, con espulsione di NH4. Il GTP favorisce la conversione di GMP in IMP mentre l'XMP inibisce questa reazione. L'AMP è convertito in IMP dalla AMP deaminasi, che espelle un gruppo amminico NH4. L'ATP e il K+ sono attivatori di questa reazione, mentre Pi, GDP e GTP sono inibitori. Tutti gli attivatori abbassano la Km della reazione aumentando l'attività enzimatica.

## Degradazione di nucleotidi purinici
La degradazione di tutti i nucleotidi, nucleosidi e basi puriniche ha come metabolita finale l'acido urico o urato. Gli acidi nucleici tramite le nucleasi sono scissi in nucleotidi adenilici e nucleotidi guanilici.
- I nucleotidi adenilici tramite la nucleotidasi sono trasformati in adenosina, con liberazione di fosfato inorganico, oppure, tramite l'AMP deaminasi (che è più specifica, per l'AMP) in inosina-5-monofosfato (IMP), con liberazione di un gruppo amminico. L'adenosina è convertita in inosina dall'adenosina deaminasi (che agisce anche su tutti i nucleotidi 6-amminopurinici), con perdita di un gruppo amminico, e l'IMP è convertito parimenti in inosina dalla nucleotidasi con liberazione di fosfato inorganico. L'inosina è quindi un metabolita comune nella degradazione di tutti i nucleotidi adenilici. L'inosina è degradata dalla purina nucleoside fosforilasi in ipoxantina con liberazione di ribosio-1-fosfato (che può partecipare allo shunt dei pentoso fosfati). L'ipoxantina tramite la xantina ossidasi, con liberazione di H2O2, è convertita in xantina e questa dalla xantina ossidasi in acido urico. Il deficit di adenosina deaminasi porta a grave immunodeficienza e il deficit di purina nucleoside fosforilasi ad anomalie delle risposte linfocitarie.
- I nucleotidi guanilici tramite la nucleotidasi sono trasformati in guanosina, con liberazione di fosfato inorganico. La guanosina è trasformata in guanina dalla purina nucleoside fosforilasi, con liberazione di ribosio-1-fosfato. La purina nucleoside fosforilasi agisce su tutti i nucleosidi guanilici (inosina, xantosina e guanosina) e sui corrispondenti deossinucleosidi (deossinosina, deossiguanosina, deossixantosina). La guanina è trasformata in xantina dalla guanasi, con liberazione di un gruppo amminico NH4 e la xantina è trasformata in acido urico dalla xantina ossidasi. La xantina ossidasi utilizza O2 e forma H2O2 al termine della reazione. Può avere inoltre attività deidrogenasica, in questo caso agisce insieme al NAD+.

## Purine e chemioterapia
Dato che le purine sono essenziali alla sintesi degli acidi nucleici, nel secolo scorso esse sono divenute uno dei bersagli primari per la lotta ai tumori.
Approfittando del fatto che i tessuti a più alto tasso di replicazione cellulare assorbono precursori purinici molto più velocemente dei tessuti normali (che hanno eventi replicativi cellulari pressoché nulli), la creazione di un analogo che mima la sua struttura permette alla cellule di interferire con certe vie enzimatiche preposte al metabolismo purinico (per ulteriori informazioni vedere alla voce antineoplastici).
Alcuni degli inibitori enzimatici della biosintesi purinica sono di origine naturale: si tratta per lo più di antibiotici elaborati da muffe microscopiche. Sulla loro struttura chimica, sono stati elaborati derivati che sono poi entrati in uso corrente negli schemi di chemioterapia. Se ne riportano alcuni esempi:
- la pirazomicina, inibitore della AICAR formiltrasferasi (ha trovato uso limitato);
- la nucleocidina, derivato sulfammidico dell'adenosina (usato solo negli anni '70);
- la tiazofurina, inibisce la AIR carbossilasi (già sperimentato nelle emopatie maligne);
- la 6-mercaptopurina riboside, ancora ampiamente usata nelle leucemie, che interferisce con la adenilsuccinato sintetasi;
- l'acivicina, analogo aminoacidico che interferisce nei passaggi della sintesi in cui è richiesta la glutammina (cui somiglia strutturalmente; usato sperimentalmente);
- la 2-clorodeossiadenosina, che interferisce con tutte le vie GMP-dipendenti (mimesi molecolare); trova corrente impiego nelle leucemie refrattarie ed in certe mielopatie maligne;
- la deossi-coformicina o pentostatina, inibitore della adenosina deaminasi, e molto efficace nella leucemia cellule capellute (o tricoleucemia) assieme all'interferone;
- la cladribina ed il suo derivato fluorurato clofarabina, che sono usati in certi subtipi di leucemia;
- la nelarabina, derivato 6-metossile della guanosina, già in uso per le leucemie linfatiche acute.